# Magydaris panacifolia
Magydaris panacifolia är en flockblommig växtart som först beskrevs av Vahl, och fick sitt nu gällande namn av Johan Martin Christian Lange. Magydaris panacifolia ingår i släktet Magydaris och familjen flockblommiga växter. Utöver nominatformen finns också underarten M. p. femeniesii.

## Bildgalleri

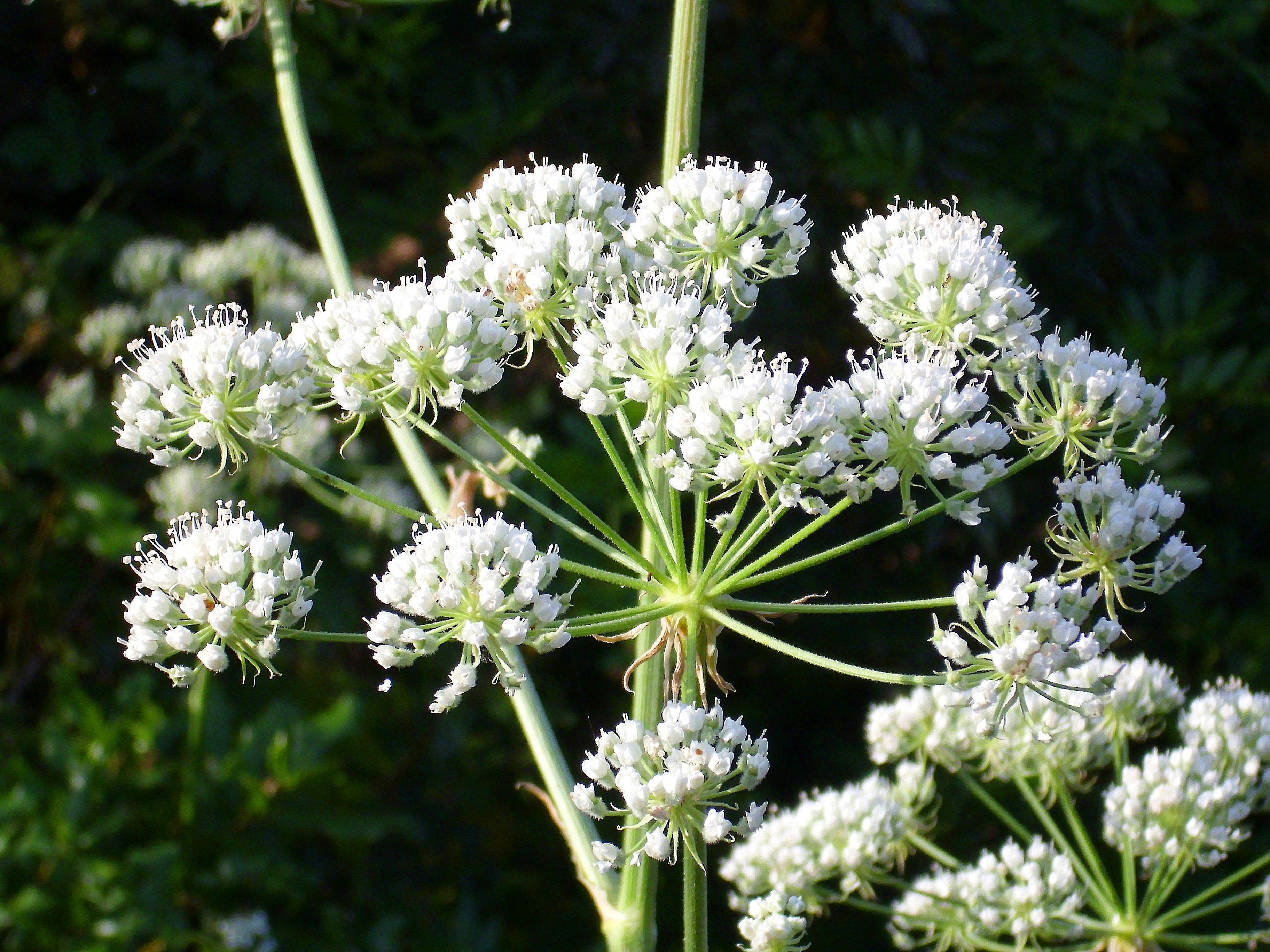
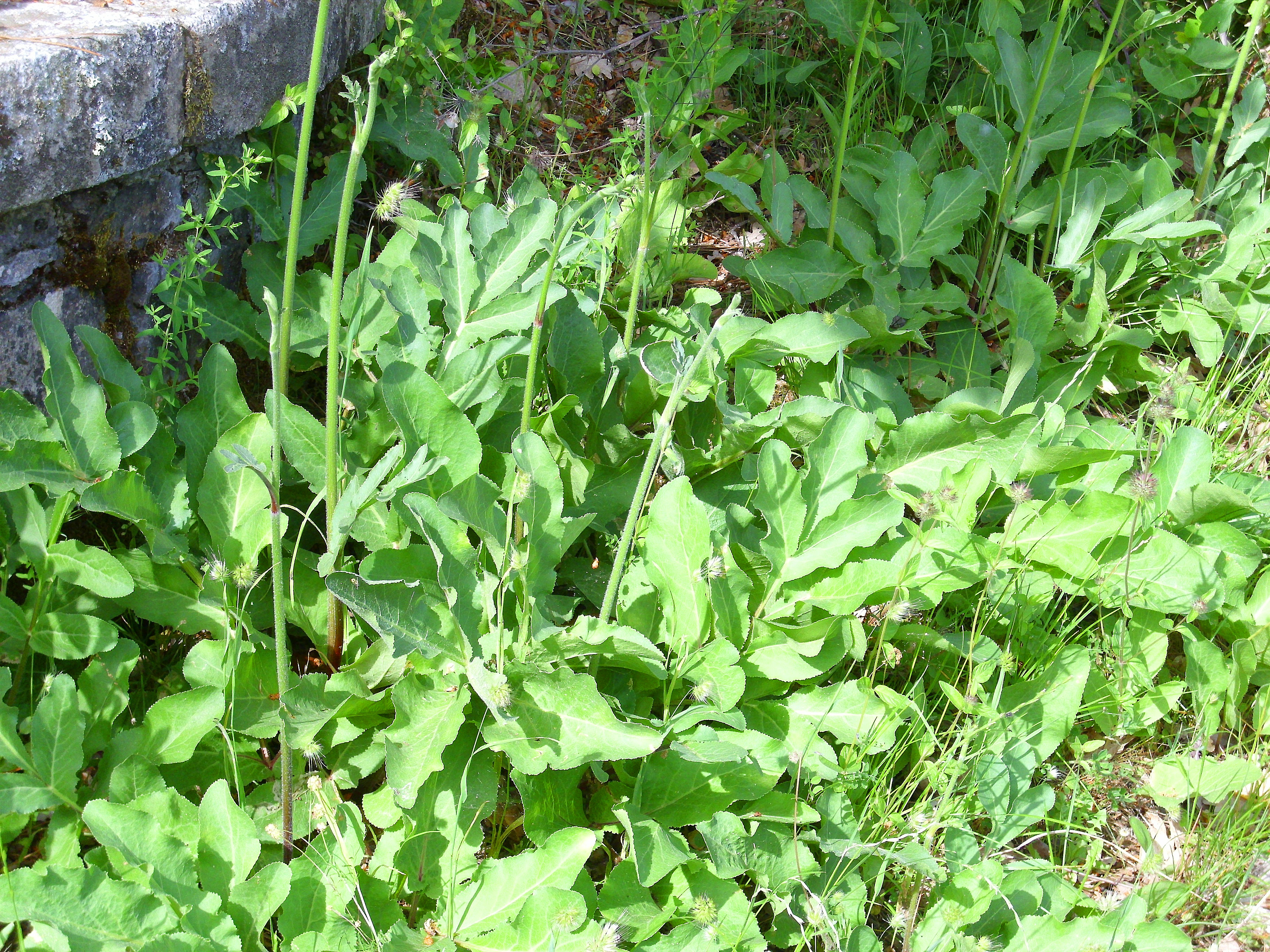
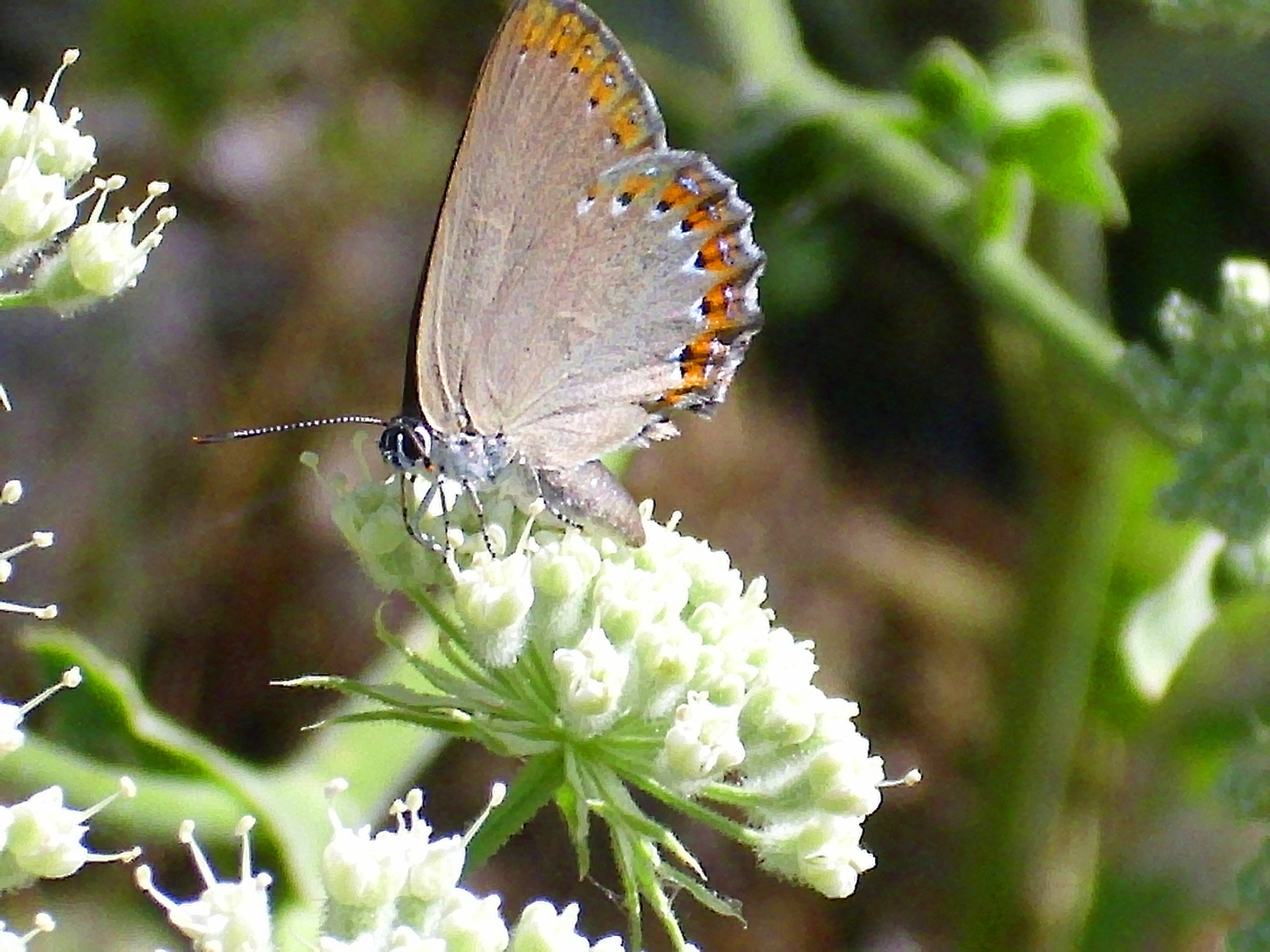
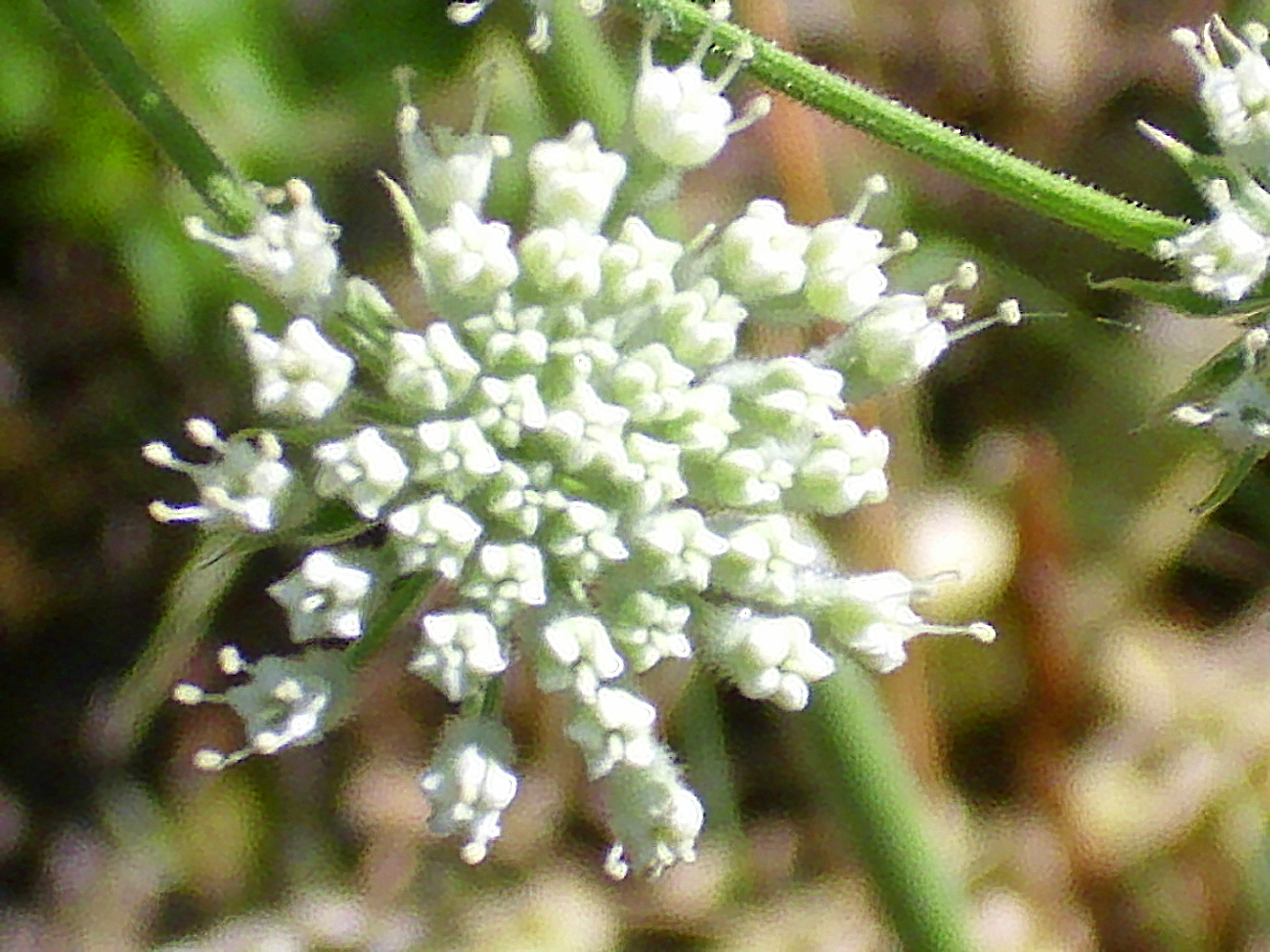
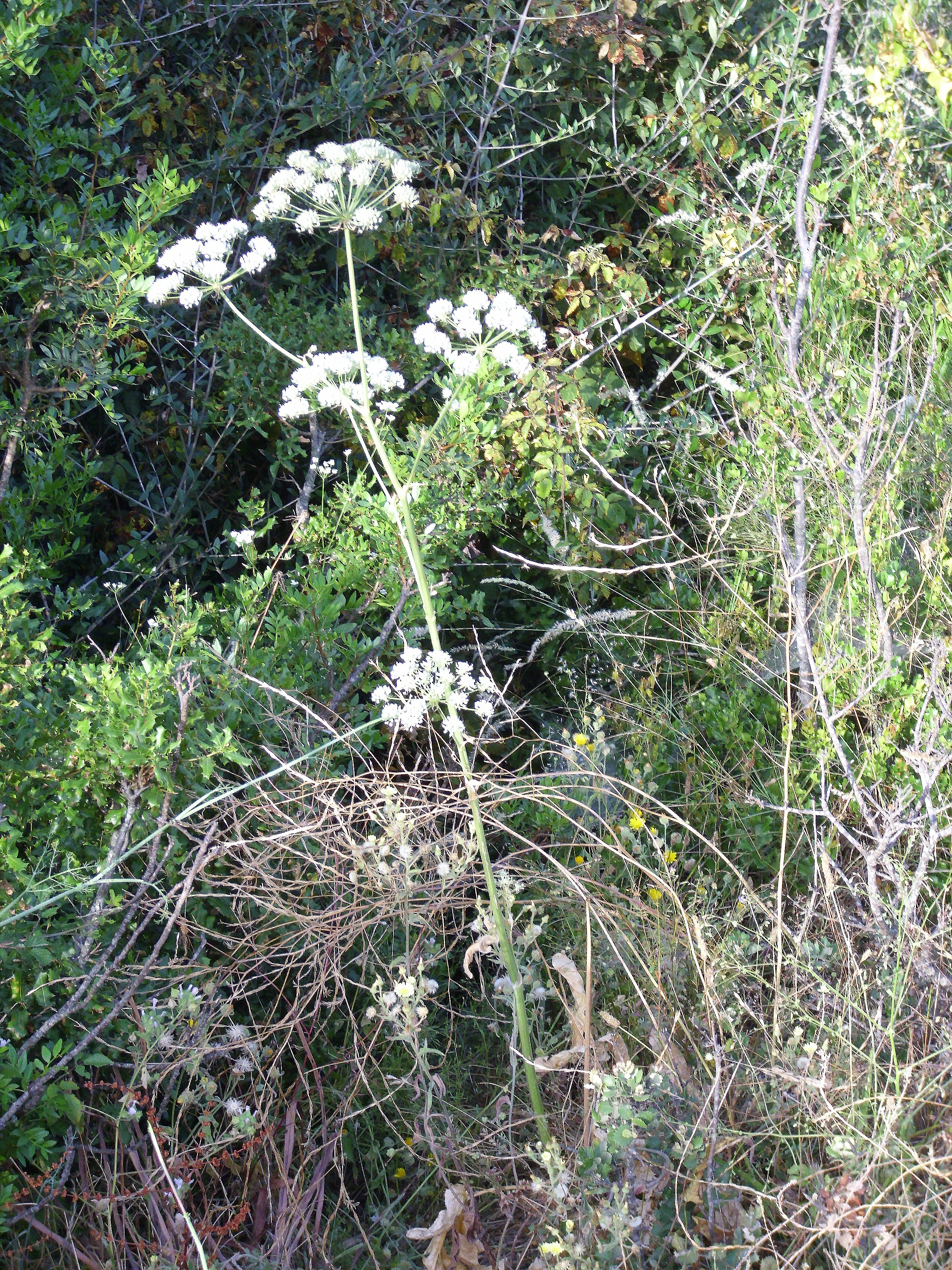